# Kowen
Kowen – grupa wyznawców wicca lub innej religii neopogańskiej, działająca zazwyczaj w tej samej miejscowości lub regionie. Słowo pochodzi z języka gaelickiego szkockiego, w którym znaczyło tyle co "zgromadzenie".